# Beat the Boots
Beat the Boots è un boxset di registrazioni dal vivo del cantautore e chitarrista Frank Zappa, pubblicato dalla Rhino Entertainment nel 1991. Le registrazioni provengono da concerti tenuti tra il 1967 e il 1982 ed erano state in precedenza pubblicate illegalmente come bootleg. Nel 1992 fu pubblicato l'analogo Beat the Boots II di Zappa.

## Il boxset
Con la pubblicazione di Beat the Boots, Zappa si riappropriò della musica registrata e pubblicata nei bootleg facendo in modo che future pubblicazioni illegali di questi stessi titoli potessero essere perseguibili per via legale con maggiore facilità. Scelse di utilizzare le registrazioni di qualità scadente così come erano state pubblicate sui bootleg al mercato nero senza apportare alcuna miglioria, mantenendo fruscii, velocità rallentata o aumentata rispetto alla musica originale e altri difetti. Erano infatti state ottenute con registratori analogici prima dell'avvento dell'audio digitale. Stampato in un numero limitato di copie, il cofanetto comprende 7 LP e 1 doppio LP, che in seguito sarebbero stati pubblicati ciascuno su un differente CD. La locuzione Beat the Boots significa 'colpisci i bootleg' e nella copertina del cofanetto vi è il disegno di una mano che con un martello idealmente fracassa un bootleg.

## Dischi e tracce
Tutti i brani di Frank Zappa, eccetto quelli diversamente indicati.

### As an Am
Disco attribuito a Frank Zappa, il brano 1 fu registrato il 19 maggio 1981 per l'emittente radiofonica KLOS-FM di Los Angeles; i brani 2 e 3 il 21 maggio 1982 alla Sporthalle di Colonia e gli altri il 31 ottobre 1981 al Palladium di New York
1. That Makes Me Mad – 0:51
2. Young & Monde – 11:24
3. Sharleena – 9:09
4. Black Napkins – 3:58
5. Black Page #2 – 7:12
6. The Torture Never Stops – 11:03

### The Ark
Registrato con The Mothers of Invention a The Ark di Boston l'8 luglio 1969
1. Intro – 0:56
2. Big Leg Emma – 3:42
3. Some Ballet Music – 7:16
4. Status Back Baby – 5:48
5. Valarie – (Clarence Lewis, Bobby Robinson) – 3:30
6. My Guitar – 6:46
7. Uncle Meat/King Kong (Medley) – 23:49

### Freaks & Mother*#@%!
Disco attribuito a Frank Zappa, registrato al Fillmore East di New York 13 novembre 1970

### Unmitigated Audacity
Registrato con le Mothers of Invention alla University of Notre Dame di Notre Dame (Indiana) il 12 maggio 1974
1. Dupree's Paradise/It Can't Happen Here – 3:12
2. Hungry Freaks, Daddy – 2:46
3. You're Probably Wondering Why I'm Here – 2:44
4. How Could I Be Such a Fool? – 3:42
5. I Ain't Got No Heart – 2:20
6. I'm Not Satisfied – 2:18
7. Wowie Zowie – 3:18
8. Let's Make the Water Turn Black – 2:23
9. Harry, You're a Beast – 0:53
10. Oh No – 8:14
11. More Trouble Every Day – 7:53
12. Louie Louie – 1:55
13. Camarillo Brillo – 5:07

### Anyway the Wind Blows
Attribuito a Zappa e registrato al Nouvel Hippodrome di Parigi il 24 febbraio 1979

#### Disco 1
1. Watermelon in Easter Hay – 4:27
2. Dead Girls of London – 2:38
3. I Ain't Got No Heart – 2:11
4. Brown Shoes Don't Make It – 7:29
5. Cosmik Debris – 4:11
6. Tryin' to Grow a Chin – 3:34
7. City of Tiny Lites – 9:25
8. Dancin' Fool – 3:31
9. Easy Meat – 6:40

#### Disco 2
1. Jumbo Go Away – 3:44
2. Andy – 5:21
3. Inca Roads – 5:42
4. Florentine Pogen – 5:26
5. Honey, Don't You Want a Man Like Me? – 4:33
6. Keep It Greasey – 3:31
7. The Meek Shall Inherit Nothing – 3:24
8. Another Cheap Aroma – 2:38
9. Wet T-Shirt Night – 2:29
10. Why Does It Hurt When I Pee? – 2:38
11. Peaches en Regalia – 3:40

### Tis the Season to Be Jelly
Registrato con The Mothers of Invention al Konserthuset di Stoccolma il 30 settembre 1967
1. You Didn't Try to Call Me – 3:12
2. Petroushka  (Igor Stravinsky) – 0:52 (per motivi di copyright non presente nella versione europea)
3. Bristol Stomp  (Kal Mann, Dave Appell) – 0:45
4. Baby Love – 0:47
5. Big Leg Emma – 2:09
6. No Matter What You Do (Tchaikovsky's 6th) – 2:41
7. Blue Suede Shoes  (Carl Perkins) – 0:53
8. Hound Dog  (Jerry Leiber, Mike Stoller) – 0:14
9. Gee  (William Davis, Viola Watkins) – 1:52
10. King Kong – 14:18
11. It Can't Happen Here – 9:18

### Saarbrücken 1978
Attribuito a Zappa e registrato al Ludwigsparkstadion di Saarbrücken il 3 settembre 1978

### Piquantique
Registrato con le Mothers of Invention allo Skansen di Stoccolma il 21 agosto 1973, eccetto il brano 4, inciso a un concerto al Roxy del dicembre 1973.
1. Kung Fu – 2:12
2. RDNZL – 4:26
3. Dupree's Paradise – 11:25
4. T'Mershi Duween – 1:55
5. Farther O'Blivion – 20:41